# アグスティン・ロドリゲス
アグスティン・ロドリゲス（Agustín Rodríguez、1959年9月10日 - ）は、スペインの元サッカー選手。現役時代のポジションはGK。
レアル・マドリード・カスティージャ出身の選手であり、1980年にトップチームに加わった。そして、マリアノ・ガルシア・レモンの負傷により1981年4月4日のリーガ・エスパニョーラUDサラマンカでトップチームデビュー。
しかし、ミゲル・アンヘル・ゴンサレスやフランシスコ・ブーヨの陰に隠れてしまい、1982-1983シーズンにはサモラ賞を獲得したものの安定した出場機会を得ることができなかった。1990年にCDテネリフェへ移籍し、1994年に現役を引退した。
スペイン代表としてモスクワオリンピックにも出場した。

## 所属クラブ
- 1980-1990  レアル・マドリード
- 1990-1994  CDテネリフェ

## タイトル
- レアル・マドリード
  - コパ・デル・レイ 1982, 1989
  - サモラ賞 1983
  - UEFAカップ 1985, 1986
  - リーガ・エスパニョーラ 1986, 1987, 1988, 1989, 1990
  - コパ・デ・ラ・リーガ 1985
  - スーペルコパ・デ・エスパーニャ 1988, 1989